# Thermodiaptomus galeboides
Thermodiaptomus galeboides é uma espécie de crustáceo da família Diaptomidae.
Pode ser encontrada nos seguintes países: Quénia, Tanzânia e Uganda.